# Grande Fratello VIP (prima edizione)
La prima edizione del reality show Grande Fratello VIP è andata in onda dal 19 settembre al 7 novembre 2016 su Canale 5. È durata 50 giorni, ed è stata condotta da Ilary Blasi, affiancata dall'opinionista Alfonso Signorini.
Le vicende dei concorrenti sono state trasmesse da Canale 5 ogni lunedì in prima serata, mentre la trasmissione delle strisce quotidiane nel day-time è stata affidata a Canale 5 e ad Italia 1. Inoltre la diretta è stata visibile su La 5 e su Mediaset Extra, con quest'ultima in diretta no-stop. Infine, è stato possibile vedere 24 ore su 24 i concorrenti sui due canali di Mediaset Premium, Premium Extra 1 e Premium Extra 2, oltre ad essere visibile attraverso la piattaforma Mediaset e sul sito ufficiale del programma.
L'edizione è stata vinta da Alessia Macari.

## La casa
La location del GFVIP è la stessa del programma originale, composta all'interno dalla casa classica comunicante tramite un cancello con la "cantina", dove risiedono i concorrenti che perdono le prove settimanali. Particolarità della casa degli "agiati" (così definita dalla conduttrice Ilary Blasi) è la camera da letto unica per tutti i concorrenti e un confessionale comprendente un divanetto tutto ricoperto d'oro, così come i letti, come a testimoniare la ricchezza della casa rispetto alla cantina. Inoltre sono presenti 2 stanze delle scelte e all'interno del salotto c'è la relax room, un ambiente di colore rosso dove i concorrenti possono riposare e rilassarsi.

## Concorrenti
L'età dei concorrenti si riferisce al momento dell’ingresso nella casa.
| Concorrente           | Età     | Professione                   | Luogo di nascita | Stato                |
| --------------------- | ------- | ----------------------------- | ---------------- | -------------------- |
| Alessia Macari        | 22 anni | Showgirl                      | Dublino          | Vincitrice           |
| Gabriele Rossi        | 28 anni | Ballerino, attore             | Alatri           | Secondo classificato |
| Valeria Marini        | 49 anni | Showgirl, attrice             | Roma             | Terza classificata   |
| Stefano Bettarini     | 44 anni | Personaggio TV, ex calciatore | Forlì            | Quarto classificato  |
| Laura Freddi          | 44 anni | Showgirl, attrice             | Roma             | Eliminata            |
| Andrea Damante        | 26 anni | Deejay                        | Gela             | Eliminato            |
| Elenoire Casalegno    | 40 anni | Conduttrice TV                | Savona           | Eliminata            |
| Mariana Rodríguez     | 25 anni | Modella                       | Caracas          | Eliminata            |
| Bosco Cobos           | 30 anni | Attore, stilista              | Malaga           | Eliminato            |
| Antonella Mosetti     | 41 anni | Showgirl                      | Roma             | Eliminata            |
| Asia Nuccetelli       | 20 anni | Modella                       | Roma             | Eliminata            |
| Pamela Prati          | 57 anni | Showgirl, attrice             | Ozieri           | Espulsa              |
| Clemente Russo        | 34 anni | Pugile, personaggio TV        | Caserta          | Espulso              |
| Costantino Vitagliano | 42 anni | Personaggio TV                | Milano           | Eliminato            |

## Tabella delle nomination
Legenda
     Squadra Blu (Settimane 1-2)
     Squadra Rossa (Settimane 1-2)
     Concorrente immune dalle nomination
     Concorrente salvato
     Concorrente in nomination
     Concorrente finalista

|             | Alessia        | Stefano                                            | 2                                                  | Antonella/Asia                                     | 4                                                  | Bosco                                              | Laura                                              | 0                                                  | Salvata                                | Asia                                   | 0                                      | Bosco                                          | 2                                              | Antonella Valeria                      | Antonella Valeria                      | In finale                              | In finale                              | Laura Valeria                          | Laura Valeria                          | In finale                              | In finale                              | In finale                              | Valeria                                | Valeria                                | In finale                              | Vincitrice (Giorno 50)                 | Vincitrice (Giorno 50)                 | 6  |  |  |  |
|             | Gabriele       | Costantino                                         | 1                                                  | Clemente                                           | 0                                                  | Valeria                                            | Antonella/Asia                                     | 1                                                  | Elenoire                               | Asia                                   | 1                                      | Laura                                          | 1                                              | Antonella Bosco                        | 1                                      | Bosco                                  | Bosco                                  | Stefano Valeria                        | 2                                      | Salvato                                | Andrea                                 | 0                                      | Valeria                                | 1                                      | Nominato                               | Secondo classificato (Giorno 50)       | Secondo classificato (Giorno 50)       | 6  |  |  |  |
|             | Valeria        | Mariana                                            | 0                                                  | Mariana                                            | 0                                                  | Pamela                                             | Pamela                                             | 1                                                  | Salvata Antonella                      | Mariana                                | 1                                      | Bosco                                          | 1                                              | Antonella Mariana                      | 2                                      | Nominata                               | 3                                      | Mariana Stefano                        | 7                                      | Elenoire                               | Andrea                                 | 0                                      | Gabriele                               | 4                                      | In finale                              | Terza classificata (Giorno 50)         | Terza classificata (Giorno 50)         | 11 |  |  |  |
|             | Stefano        | Pamela                                             | 1                                                  | Alessia                                            | 0                                                  | Andrea                                             | Gabriele                                           | 1                                                  | Valeria                                | Asia                                   | 0                                      | Bosco                                          | 0                                              | Antonella Gabriele                     | 0                                      | Valeria                                | Valeria                                | Gabriele Valeria                       | 2                                      | Nominato                               | Andrea                                 | 1                                      | Valeria                                | Valeria                                | In finale                              | Quarto classificato (Giorno 50)        | Quarto classificato (Giorno 50)        | 4  |  |  |  |
|             | Laura          | Mariana                                            | 0                                                  | Clemente                                           | 1                                                  | Gabriele                                           | Antonella/Asia                                     | 3                                                  | Salvata                                | Asia                                   | 2                                      | Gabriele                                       | 1                                              | Antonella Mariana                      | 4                                      | Salvata                                | Salvata                                | Mariana Valeria                        | 2                                      | Salvata                                | Andrea                                 | 0                                      | Valeria                                | 0                                      | Nominata                               | Eliminata (Giorno 50)                  | Eliminata (Giorno 50)                  | 12 |  |  |  |
|             | Andrea         | Alessia                                            | 0                                                  | Pamela                                             | 0                                                  | Laura                                              | Pamela                                             | 0                                                  | Alessia                                | Asia                                   | 0                                      | Valeria                                        | 0                                              | Antonella Mariana                      | 1                                      | Salvato                                | Salvato                                | Mariana Valeria                        | 0                                      | Salvato                                | Stefano                                | 4                                      | Eliminato (Giorno 43)                  | Eliminato (Giorno 43)                  | Eliminato (Giorno 43)                  | Eliminato (Giorno 43)                  | Eliminato (Giorno 43)                  | 1  |  |  |  |
|             | Elenoire       | Pamela                                             | 0                                                  | Alessia                                            | 0                                                  | Stefano                                            | Antonella/Asia                                     | 0                                                  | Salvata                                | Asia                                   | 0                                      | Bosco                                          | 0                                              | Antonella Mariana                      | 0                                      | Valeria                                | Valeria                                | Laura Valeria                          | 0                                      | Nominata                               | Eliminata (Giorno 43)                  | Eliminata (Giorno 43)                  | Eliminata (Giorno 43)                  | Eliminata (Giorno 43)                  | Eliminata (Giorno 43)                  | Eliminata (Giorno 43)                  | Eliminata (Giorno 43)                  | 0  |  |  |  |
|             | Mariana        | Costantino                                         | 3                                                  | Laura                                              | 2                                                  | Non salvata                                        | Valeria                                            | Valeria                                            | Salvata                                | Valeria                                | 1                                      | Antonella                                      | 0                                              | Laura Valeria                          | 4                                      | Valeria                                | Valeria                                | Gabriele Valeria                       | 3                                      | Eliminata (Giorno 43)                  | Eliminata (Giorno 43)                  | Eliminata (Giorno 43)                  | Eliminata (Giorno 43)                  | Eliminata (Giorno 43)                  | Eliminata (Giorno 43)                  | Eliminata (Giorno 43)                  | Eliminata (Giorno 43)                  | 13 |  |  |  |
|             | Bosco          | Pamela                                             | 0                                                  | Antonella/Asia                                     | 0                                                  | Elenoire                                           | Laura                                              | 0                                                  | Mariana                                | Gabriele                               | 0                                      | Alessia                                        | 4                                              | Antonella Laura                        | 1                                      | Nominato                               | 1                                      | Eliminato (Giorno 36)                  | Eliminato (Giorno 36)                  | Eliminato (Giorno 36)                  | Eliminato (Giorno 36)                  | Eliminato (Giorno 36)                  | Eliminato (Giorno 36)                  | Eliminato (Giorno 36)                  | Eliminato (Giorno 36)                  | Eliminato (Giorno 36)                  | Eliminato (Giorno 36)                  | 2  |  |  |  |
| Antonella   | Antonella      | Partecipante in coppia con Asia (Giorno 1-22)      | Partecipante in coppia con Asia (Giorno 1-22)      | Partecipante in coppia con Asia (Giorno 1-22)      | Partecipante in coppia con Asia (Giorno 1-22)      | Partecipante in coppia con Asia (Giorno 1-22)      | Partecipante in coppia con Asia (Giorno 1-22)      | Partecipante in coppia con Asia (Giorno 1-22)      | Nominata                               | Laura                                  | Laura                                  | Alessia                                        | 1                                              | Andrea Laura                           | 9                                      | Eliminata (Giorno 36)                  | Eliminata (Giorno 36)                  | Eliminata (Giorno 36)                  | Eliminata (Giorno 36)                  | Eliminata (Giorno 36)                  | Eliminata (Giorno 36)                  | Eliminata (Giorno 36)                  | Eliminata (Giorno 36)                  | Eliminata (Giorno 36)                  | Eliminata (Giorno 36)                  | Eliminata (Giorno 36)                  | Eliminata (Giorno 36)                  | 15 |  |  |  |
| Asia        | Asia           | Partecipante in coppia con Antonella (Giorno 1-22) | Partecipante in coppia con Antonella (Giorno 1-22) | Partecipante in coppia con Antonella (Giorno 1-22) | Partecipante in coppia con Antonella (Giorno 1-22) | Partecipante in coppia con Antonella (Giorno 1-22) | Partecipante in coppia con Antonella (Giorno 1-22) | Partecipante in coppia con Antonella (Giorno 1-22) | Salvata                                | Laura                                  | 6                                      | Eliminata (Giorno 29)                          | Eliminata (Giorno 29)                          | Eliminata (Giorno 29)                  | Eliminata (Giorno 29)                  | Eliminata (Giorno 29)                  | Eliminata (Giorno 29)                  | Eliminata (Giorno 29)                  | Eliminata (Giorno 29)                  | Eliminata (Giorno 29)                  | Eliminata (Giorno 29)                  | Eliminata (Giorno 29)                  | Eliminata (Giorno 29)                  | Eliminata (Giorno 29)                  | Eliminata (Giorno 29)                  | Eliminata (Giorno 29)                  | Eliminata (Giorno 29)                  | 11 |  |  |  |
|             | Antonella/Asia | Pamela                                             | 0                                                  | Alessia                                            | 2                                                  | Salvate                                            | Stefano                                            | 3                                                  | Partecipanti singolarmente (Giorno 22) | Partecipanti singolarmente (Giorno 22) | Partecipanti singolarmente (Giorno 22) | Partecipanti singolarmente (Giorno 22)         | Partecipanti singolarmente (Giorno 22)         | Partecipanti singolarmente (Giorno 22) | Partecipanti singolarmente (Giorno 22) | Partecipanti singolarmente (Giorno 22) | Partecipanti singolarmente (Giorno 22) | Partecipanti singolarmente (Giorno 22) | Partecipanti singolarmente (Giorno 22) | Partecipanti singolarmente (Giorno 22) | Partecipanti singolarmente (Giorno 22) | Partecipanti singolarmente (Giorno 22) | Partecipanti singolarmente (Giorno 22) | Partecipanti singolarmente (Giorno 22) | Partecipanti singolarmente (Giorno 22) | Partecipanti singolarmente (Giorno 22) | Partecipanti singolarmente (Giorno 22) | 5  |  |  |  |
|             | Pamela         | Alessia                                            | 4                                                  | Alessia                                            | 1                                                  | Antonella/Asia                                     | Laura                                              | 2                                                  | Espulsa (Giorno 22)                    | Espulsa (Giorno 22)                    | Espulsa (Giorno 22)                    | Espulsa (Giorno 22)                            | Espulsa (Giorno 22)                            | Espulsa (Giorno 22)                    | Espulsa (Giorno 22)                    | Espulsa (Giorno 22)                    | Espulsa (Giorno 22)                    | Espulsa (Giorno 22)                    | Espulsa (Giorno 22)                    | Espulsa (Giorno 22)                    | Espulsa (Giorno 22)                    | Espulsa (Giorno 22)                    | Espulsa (Giorno 22)                    | Espulsa (Giorno 22)                    | Espulsa (Giorno 22)                    | Espulsa (Giorno 22)                    | Espulsa (Giorno 22)                    | 7  |  |  |  |
|             | Clemente       | Mariana                                            | 0                                                  | Mariana                                            | 2                                                  | Espulso (Giorno 15)                                | Espulso (Giorno 15)                                | Espulso (Giorno 15)                                | Espulso (Giorno 15)                    | Espulso (Giorno 15)                    | Espulso (Giorno 15)                    | Espulso (Giorno 15)                            | Espulso (Giorno 15)                            | Espulso (Giorno 15)                    | Espulso (Giorno 15)                    | Espulso (Giorno 15)                    | Espulso (Giorno 15)                    | Espulso (Giorno 15)                    | Espulso (Giorno 15)                    | Espulso (Giorno 15)                    | Espulso (Giorno 15)                    | Espulso (Giorno 15)                    | Espulso (Giorno 15)                    | Espulso (Giorno 15)                    | Espulso (Giorno 15)                    | Espulso (Giorno 15)                    | Espulso (Giorno 15)                    | 2  |  |  |  |
|             | Costantino     | Gabriele                                           | 2                                                  | Eliminato (Giorno 8)                               | Eliminato (Giorno 8)                               | Eliminato (Giorno 8)                               | Eliminato (Giorno 8)                               | Eliminato (Giorno 8)                               | Eliminato (Giorno 8)                   | Eliminato (Giorno 8)                   | Eliminato (Giorno 8)                   | Eliminato (Giorno 8)                           | Eliminato (Giorno 8)                           | Eliminato (Giorno 8)                   | Eliminato (Giorno 8)                   | Eliminato (Giorno 8)                   | Eliminato (Giorno 8)                   | Eliminato (Giorno 8)                   | Eliminato (Giorno 8)                   | Eliminato (Giorno 8)                   | Eliminato (Giorno 8)                   | Eliminato (Giorno 8)                   | Eliminato (Giorno 8)                   | Eliminato (Giorno 8)                   | Eliminato (Giorno 8)                   | Eliminato (Giorno 8)                   | Eliminato (Giorno 8)                   | 2  |  |  |  |
|             |                |                                                    |                                                    |                                                    |                                                    |                                                    |                                                    |                                                    |                                        |                                        |                                        |                                                |                                                |                                        |                                        |                                        |                                        |                                        |                                        |                                        |                                        |                                        |                                        |                                        |                                        |                                        |                                        |    |  |  |  |
| Annotazioni | Annotazioni    | [ 4 ] [ 5 ]                                        | [ 4 ] [ 5 ]                                        | [ 6 ] [ 7 ]                                        | [ 6 ] [ 7 ]                                        | [ 8 ] [ 9 ]                                        | [ 8 ] [ 9 ]                                        | [ 8 ] [ 9 ]                                        | [ 10 ] [ 11 ]                          | [ 10 ] [ 11 ]                          | [ 10 ] [ 11 ]                          | [ 12 ] [ 13 ]                                  | [ 12 ] [ 13 ]                                  | [ 14 ] [ 15 ]                          | [ 14 ] [ 15 ]                          | [ 16 ] [ 17 ]                          | [ 16 ] [ 17 ]                          | [ 18 ]                                 | [ 18 ]                                 | [ 19 ] [ 20 ]                          | [ 21 ] [ 22 ]                          | [ 21 ] [ 22 ]                          | [ 23 ]                                 | [ 23 ]                                 | [ 24 ] [ 25 ]                          | [ 26 ] [ 27 ] [ 28 ]                   | [ 26 ] [ 27 ] [ 28 ]                   |    |  |  |  |
| Nominati    | Nominati       | Alessia Costantino Mariana Pamela                  | Alessia Costantino Mariana Pamela                  | Alessia Clemente Mariana                           | Alessia Clemente Mariana                           | -                                                  | Antonella/Asia Laura Pamela                        | Antonella/Asia Laura Pamela                        | Antonella Asia                         | Antonella Asia                         | Antonella Asia                         | Alessia Antonella Bosco Gabriele Laura Valeria | Alessia Antonella Bosco Gabriele Laura Valeria | Antonella Laura Mariana                | Antonella Laura Mariana                | Bosco Valeria                          | Bosco Valeria                          | Mariana Valeria                        | Mariana Valeria                        | Elenoire Stefano                       | Andrea Stefano                         | Andrea Stefano                         | -                                      | -                                      | Gabriele Laura                         | Gabriele Stefano                       | Gabriele Stefano                       |    |  |  |  |
| Nominati    | Nominati       | Alessia Costantino Mariana Pamela                  | Alessia Costantino Mariana Pamela                  | Alessia Clemente Mariana                           | Alessia Clemente Mariana                           | -                                                  | Antonella/Asia Laura Pamela                        | Antonella/Asia Laura Pamela                        | Antonella Asia                         | Antonella Asia                         | Antonella Asia                         | Alessia Antonella Bosco Gabriele Laura Valeria | Alessia Antonella Bosco Gabriele Laura Valeria | Antonella Laura Mariana                | Antonella Laura Mariana                | Bosco Valeria                          | Bosco Valeria                          | Mariana Valeria                        | Mariana Valeria                        | Elenoire Stefano                       | Andrea Stefano                         | Andrea Stefano                         | -                                      | -                                      | Gabriele Laura                         | Gabriele Valeria                       |                                        |    |  |  |  |
| Nominati    | Nominati       | Alessia Costantino Mariana Pamela                  | Alessia Costantino Mariana Pamela                  | Alessia Clemente Mariana                           | Alessia Clemente Mariana                           | -                                                  | Antonella/Asia Laura Pamela                        | Antonella/Asia Laura Pamela                        | Antonella Asia                         | Antonella Asia                         | Antonella Asia                         | Alessia Antonella Bosco Gabriele Laura Valeria | Alessia Antonella Bosco Gabriele Laura Valeria | Antonella Laura Mariana                | Antonella Laura Mariana                | Bosco Valeria                          | Bosco Valeria                          | Mariana Valeria                        | Mariana Valeria                        | Elenoire Stefano                       | Andrea Stefano                         | Andrea Stefano                         | -                                      | -                                      | Gabriele Laura                         | Alessia Gabriele                       |                                        |    |  |  |  |
| Ritirati    | Ritirati       | Nessuno                                            | Nessuno                                            | Nessuno                                            | Nessuno                                            | Nessuno                                            | Nessuno                                            | Nessuno                                            | Nessuno                                | Nessuno                                | Nessuno                                | Nessuno                                        | Nessuno                                        | Nessuno                                | Nessuno                                | Nessuno                                | Nessuno                                | Nessuno                                | Nessuno                                | Nessuno                                | Nessuno                                | Nessuno                                | Nessuno                                | Nessuno                                | Nessuno                                | Nessuno                                | Nessuno                                |    |  |  |  |
| Espulsi     | Espulsi        | Nessuno                                            | Nessuno                                            | Clemente                                           | Clemente                                           | Pamela                                             | Pamela                                             | Pamela                                             | Nessuno                                | Nessuno                                | Nessuno                                | Nessuno                                        | Nessuno                                        | Nessuno                                | Nessuno                                | Nessuno                                | Nessuno                                | Nessuno                                | Nessuno                                | Nessuno                                | Nessuno                                | Nessuno                                | Nessuno                                | Nessuno                                | Nessuno                                | Nessuno                                | Nessuno                                |    |  |  |  |
| Eliminati   | Eliminati      | Costantino 42% per eliminare                       | Costantino 42% per eliminare                       | Eliminazioni annullate                             | Eliminazioni annullate                             | Eliminazioni annullate                             | Eliminazioni annullate                             | Eliminazioni annullate                             | Asia 82% per eliminare                 | Asia 82% per eliminare                 | Asia 82% per eliminare                 | Alessia 39% per la finale                      | Alessia 39% per la finale                      | Antonella 52% per eliminare            | Antonella 52% per eliminare            | Bosco 51% per eliminare                | Bosco 51% per eliminare                | Mariana 57% per eliminare              | Mariana 57% per eliminare              | Elenoire 57% per eliminare             | Stefano 52% per la finale              | Stefano 52% per la finale              | Valeria 4 voti per la finale           | Valeria 4 voti per la finale           | Gabriele 67% per la finale             | Stefano 63% per eliminare              | Stefano 63% per eliminare              |    |  |  |  |
| Eliminati   | Eliminati      | Costantino 42% per eliminare                       | Costantino 42% per eliminare                       | Eliminazioni annullate                             | Eliminazioni annullate                             | Eliminazioni annullate                             | Eliminazioni annullate                             | Eliminazioni annullate                             | Asia 82% per eliminare                 | Asia 82% per eliminare                 | Asia 82% per eliminare                 | Alessia 39% per la finale                      | Alessia 39% per la finale                      | Antonella 52% per eliminare            | Antonella 52% per eliminare            | Bosco 51% per eliminare                | Bosco 51% per eliminare                | Mariana 57% per eliminare              | Mariana 57% per eliminare              | Elenoire 57% per eliminare             | Andrea 48% per la finale               | Andrea 48% per la finale               | Valeria 4 voti per la finale           | Valeria 4 voti per la finale           | Laura 33% per la finale                | Valeria 58% per eliminare              | Gabriele 48% per vincere               |    |  |  |  |
| Eliminati   | Eliminati      | Costantino 42% per eliminare                       | Costantino 42% per eliminare                       | Eliminazioni annullate                             | Eliminazioni annullate                             | Eliminazioni annullate                             | Eliminazioni annullate                             | Eliminazioni annullate                             | Asia 82% per eliminare                 | Asia 82% per eliminare                 | Asia 82% per eliminare                 | Alessia 39% per la finale                      | Alessia 39% per la finale                      | Antonella 52% per eliminare            | Antonella 52% per eliminare            | Bosco 51% per eliminare                | Bosco 51% per eliminare                | Mariana 57% per eliminare              | Mariana 57% per eliminare              | Elenoire 57% per eliminare             | Andrea 48% per la finale               | Andrea 48% per la finale               | Valeria 4 voti per la finale           | Valeria 4 voti per la finale           | Laura 33% per la finale                | Alessia 52% per vincere                |                                        |    |  |  |  |

## Episodi di particolare rilievo
- Giorno 1: I VIP entrano in casa. Durante la prima puntata del 19 settembre, vengono composte due squadre per una prova d'atletica ad ostacoli: la squadra vincente (composta da Clemente Russo, Costantino Vitagliano, Gabriele Rossi, Laura Freddi, Mariana Rodríguez e Valeria Marini) rimane nella Casa vera e propria, mentre la perdente (composta da Alessia Macari, Andrea Damante, Bosco Cobos, Elenoire Casalegno, Pamela Prati, Stefano Bettarini e le Mosetti) va a vivere nella Cantina (ex Tugurio).
- Giorno 10: I VIP nella casa scelgono un concorrente nella Cantina da portare con loro: tramite un meccanismo a catena, in Cantina rimangono Alessia Macari e le Mosetti.
- Giorno 15: Clemente Russo viene squalificato dal programma a causa di alcune affermazioni ingiuriose e istiganti al femminicidio ai danni di Simona Ventura durante una discussione notturna con Stefano Bettarini, ex marito della nota presentatrice televisiva. Inoltre per una settimana tutti i VIP potranno vivere nella casa "agiata", chiudendo quindi per ora la "cantina".
- Giorno 22: Pamela Prati viene squalificata dal programma a causa delle continue violazioni al regolamento del Grande Fratello. A partire dalla quarta settimana, le Mosetti, non giocano più come unico concorrente, ma come due concorrenti differenti. Durante la quarta puntata Mara Venier entra in casa per fare una sorpresa a Bosco.
- Giorno 36: Durante la sesta puntata entra in casa Francesco Totti, portando alcuni oggetti tra cui un pallone per i concorrenti.

### Segreti e missioni
| Concorrente | Durata       | Segreto/Missione | Esito |
| ----------- | ------------ | --- | ----- |
| Alessia     | Giorni 29-36 | Segreto: Alessia deve tenere nascosto il segreto del suo accesso alla finale, dicendo di essere immune solo per una settimana |       |
| Laura       | Giorno 46    | Missione: Laura deve nascondere i trucchi di Valeria per un giorno intero                                                     |       |

## Ascolti
| Puntata         | Messa in onda     | Telespettatori | Share  | Ospiti                        |
| --------------- | ----------------- | -------------- | ------ | ----------------------------- |
| 1               | 19 settembre 2016 | 3 844 000      | 21,60% | –                             |
| 2               | 26 settembre 2016 | 3 209 000      | 17,69% | –                             |
| 3               | 3 ottobre 2016    | 4 157 000      | 21,60% | Giulia De Lellis              |
| 4               | 10 ottobre 2016   | 4 461 000      | 23,30% | Giulia De Lellis, Mara Venier |
| 5               | 17 ottobre 2016   | 4 060 000      | 21,10% | –                             |
| 6               | 24 ottobre 2016   | 4 462 000      | 22,30% | Francesco Totti               |
| Semifinale      | 31 ottobre 2016   | 3 711 000      | 19,89% | Franco Pistoni                |
| Finale          | 7 novembre 2016   | 5 050 000      | 26,36% | –                             |
| Media           | Media             | 4 119 000      | 21,73% |                               |
| Segreti e bugie | 14 novembre 2016  | 2 944 000      | 12,70% |                               |

- Nota: Il picco di ascolti si è registrato alle 1:03 di martedì 8 novembre 2016, durante la proclamazione della vincitrice, con il 48% di share[38].

### Grande Fratello VIP Night
| Puntata    | Messa in onda     | Telespettatori | Share  |
| ---------- | ----------------- | -------------- | ------ |
| 1          | 19 settembre 2016 | 1 484 000      | 27,10% |
| 2          | 26 settembre 2016 | 1 418 000      | 24,63% |
| 3          | 3 ottobre 2016    | 1 143 000      | 20,70% |
| 4          | 10 ottobre 2016   | 912 000        | 17,10% |
| 5          | 17 ottobre 2016   | 1 008 000      | 18,70% |
| 6          | 24 ottobre 2016   | 986 000        | 17,10% |
| Semifinale | 31 ottobre 2016   | 1 005 000      | 16,70% |
| Finale     | 7 novembre 2016   | 1 614 000      | 26,35% |
| Media      | Media             | 1 196 000      | 21,05% |